# Corona 98
Corona 98 – amerykański satelita rozpoznawczy do wykonywania zdjęć powierzchni Ziemi. Dwudziesty trzeci statek serii KeyHole-4A tajnego programu CORONA. Kapsuły powrotne odzyskano 22 i 26 sierpnia 1965.

## Przebieg lotu

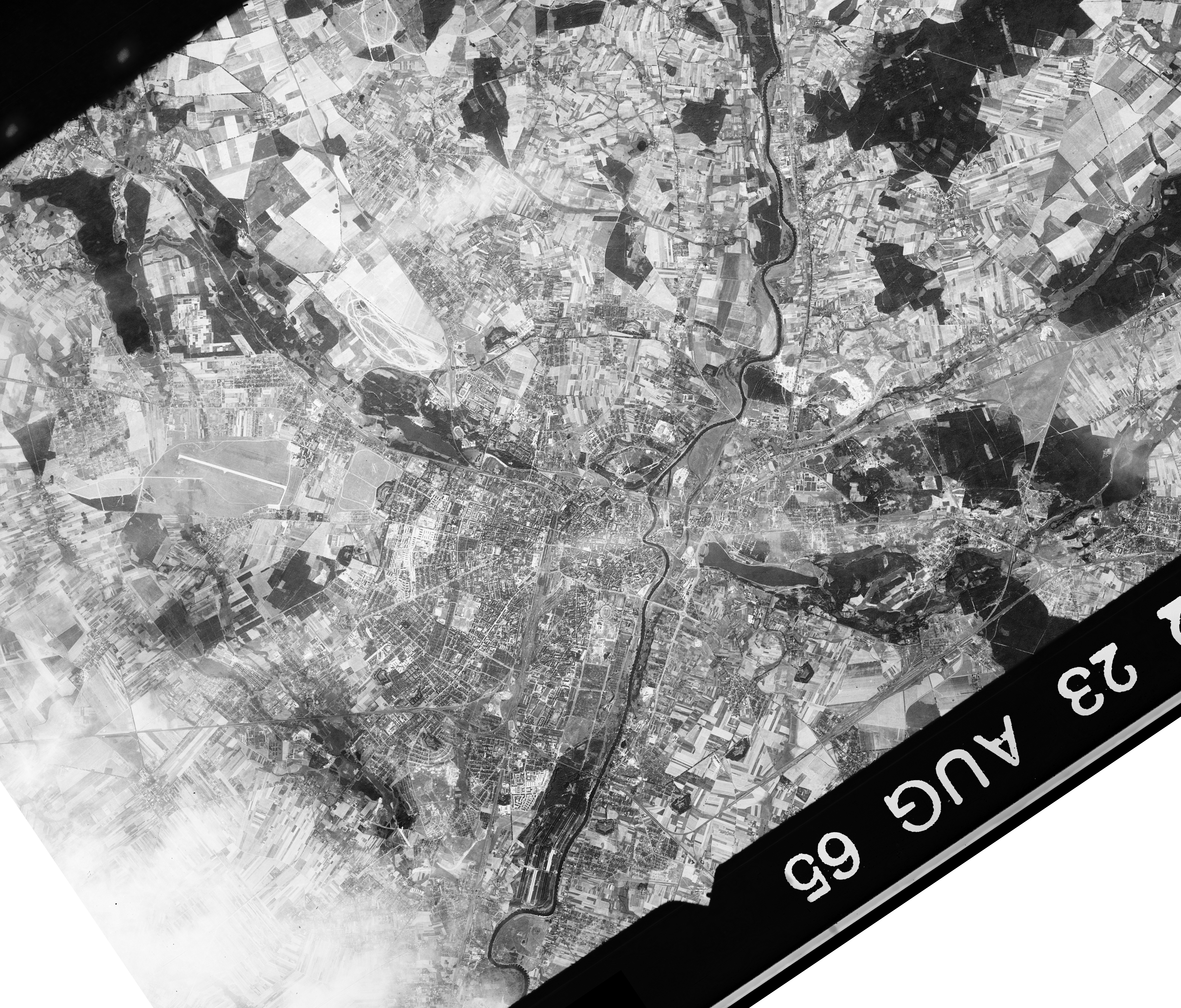
Poznań sfotografowany przez Coronę 98 w dniu 23 sierpnia 1965

Pierwsza faza misji (1023-1) obejmowała 37 okrążeń Ziemi, w trakcie których wykonywano zdjęcia, w tym 6 krajowych (obejmujących kontynent północnoamerykański) i 3 inżynieryjne (zdjęcia czarne). Usterka elektromechaniczna spowodowała, że przednia kamera nie działała między 103. a 132. okrążeniem Ziemi. Wznowiła pracę pod koniec 133. okrążenia i pracowała normalnie aż do ostatniej sekwencji fotograficznej (okrążenie 135.). W tym czasie druga kamera prowadziła obserwacje monoskopowe. Pierwszą kapsułę odzyskano 22 sierpnia 1965 (81. okrążenie). Na fazę drugą (1023-2) złożyło się 37 okrążeń, w trakcie których wykonywano zdjęcia, w tym 8 krajowych i 3 inżynieryjne. Kapsułę przechwycono 26 sierpnia 1965 (144. okrążenie).
Średnie zakrycie chmurami dla fazy pierwszej wynosiło 35%, a dla drugiej – 34%.

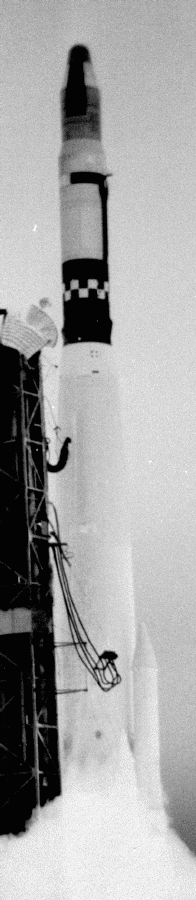
Start rakiety Thor Agena z satelitą Corona 98.

Obie kamery pracowały satysfakcjonująco (85 w skali MIP). Fragmenty klatek naświetlonych w kamerze 1023-1 były pozbawione ostrości, ale całkowita ocena filmu była dobra. Kamery 1023-1 naświetliły łącznie 2971 klatek. Kamery 1023-2 – 1498 klatek. Wykonane zdjęcia obejmowały przede wszystkim terytorium ZSRR, Chin, Indii, Pakistanu, Kanady, Algierii i Polski (278 004 mil morskich kw.).
Satelita spłonął w atmosferze 11 października 1965.